# 第4回全日本実業団対抗駅伝競走大会
第4回全日本実業団対抗駅伝競走大会（だい4かいぜんにほんじつぎょうだんたいこうえきでんきょうそうたいかい）は1960年2月21日に三重県で開催された全日本実業団対抗駅伝競走大会である。

## 概要
大会史上初めてとなる2月開催。前回連覇を達成したリッカーミシンは出場しなかった。10 m 前後の突風が吹きつけ、強風注意報が出される中でのレースとなった。伊勢神宮外宮前 - 賢島のホテル前の往復7区間83.5 km で開催された。当初、東洋ベアリングがトップを走っていたが、第1中継所の時点で200 m あった差は賢島の折り返し地点で50 m まで縮まり、4区に新人だった八幡製鐵の君原健二が区間賞の走りで首位に立つと、200 m の差を付け、5区では500 m に差を広げ、そのまま逃げ切り第1回以来となる2回目の優勝を果たした。
区間記録の更新はあったが、強風のため、総合成績としての大会記録の更新はならなかった。村社講平は、新人選手層の厚さに目を見張るものがあったと評した。

## 出場チーム
- 旭ダウ（初出場）
- 大阪ガス（4大会連続4回目）
- 神戸製鋼（4大会連続4回目）
- 住友金属（2大会ぶり3回目）
- 大日本紡績（4大会連続4回目）
- 神鋼電機（2大会連続2回目）
- 新三菱重工（2大会連続2回目）
- 中央発條（4大会連続4回目）
- 帝国産業（2大会連続2回目）
- 電電近畿（4大会連続4回目）
- 東洋ベアリング（4大会連続4回目）
- 日本レイヨン（初出場）
- 富士製鐵（4大会連続4回目）
- 明治製菓（初出場）
- 八幡製鐵（4大会連続4回目）

## 成績
- 1位　八幡製鐵　4時間30分11秒[1]
- 2位　東洋ベアリング　4時間31分43秒[1]
- 3位　明治製菓　4時間39分14秒[1]
- 4位　帝国産業　4時間42分9秒[1]
- 5位　日本レイヨン　4時間45分1秒[1]
- 6位　中央発條　4時間45分38秒[1]
- 7位　富士製鐵　4時間45分47秒[1]
- 8位　神戸製鋼　4時間46分26秒[1]
- 9位　大阪ガス　4時間51分32秒[1]
- 10位　新三菱重工　4時間55分56秒[1]
- 11位　大日本紡績　4時間59分27秒
- 12位　住友金属　5時間2分56秒
- 13位　神鋼電機　5時間7分8秒
- 14位　電電近畿　5時間8分43秒
- 15位　旭ダウ　5時間9分19秒

## 区間賞
※は区間記録更新
- 1区　愛敬實（東洋ベアリング）50分31秒※
- 2区　山本善則（八幡製鐵）49分53秒
- 3区　藪田学（東洋ベアリング）32分14秒※
- 4区　君原健二（八幡製鐵）33分44秒
- 5区　三村清登（八幡製鐵）50分22秒※
- 6区　奥村幸弘（東洋ベアリング）27分2秒
- 7区　斎藤健也（東洋ベアリング）25分14秒